# Luis Castillo (jugador de fútbol americano)
Luis Alberto Castillo (4 de agosto de 1983 en Brooklyn) es un jugador estadounidense de fútbol americano de ascendencia dominicana. Castillo juega en la posición defensive end y actualmente es agente libre en la National Football League. Castillo fue la portada para la versión en español del videojuego Madden NFL 08.

## Primeros años
Castillo asistió a la Garfield High School en Nueva Jersey, donde fue capitán y MVP del equipo de fútbol.

## Carrera universitaria
Asistió a la Universidad de Northwestern, donde vivió en el Elder Hall durante sus primeros año de juventud. Fue seleccionado para el 2004 College Football All-America Team, un segundo equipo All-Big Ten, Academic All-America por ESPN y segundo equipo Academic All-Big Ten. En 2003 fue primer equipo Academic All-District y Academic All-Big Ten. Una vez más, elegido segundo equipo Academic All-District por CoSIDA y Academic All-Big Ten en 2002. Castillo terminó su carrera con 251 tackleos, 4.5 capturas, y 19.5 tackleos de pérdidas.

## Carrera profesional (NFL)

### Draft de 2005 de la NFL
Castillo fue seleccionado con la 28.º selección general en la 1.ª ronda del Draft de 2005 de la NFL
| Medidas pre-draft                                                                                |       |              |               |               |        |        |       |         |      |           |
| Altura                                                                                           | Peso  | 40-yard dash | 10-yard split | 20-yard split | 20 ss  | 3-cone | Vert  | Broad   | BP   | Wonderlic |
| 6-2 *                                                                                            | 305 * | 4.79 *       | 1.67 *        | 2.81 *        | 4.26 * | X      | 34" * | 9'04" * | 32 * | 37 *      |
| * representa NFL Combine **representa Northwestern Pro Day—"X" Denota "No Data" o "No participó" |       |              |               |               |        |        |       |         |      |           |

Nota: la mayoría de las terminologías están en su idioma original (inglés)

### Test de droga positivo

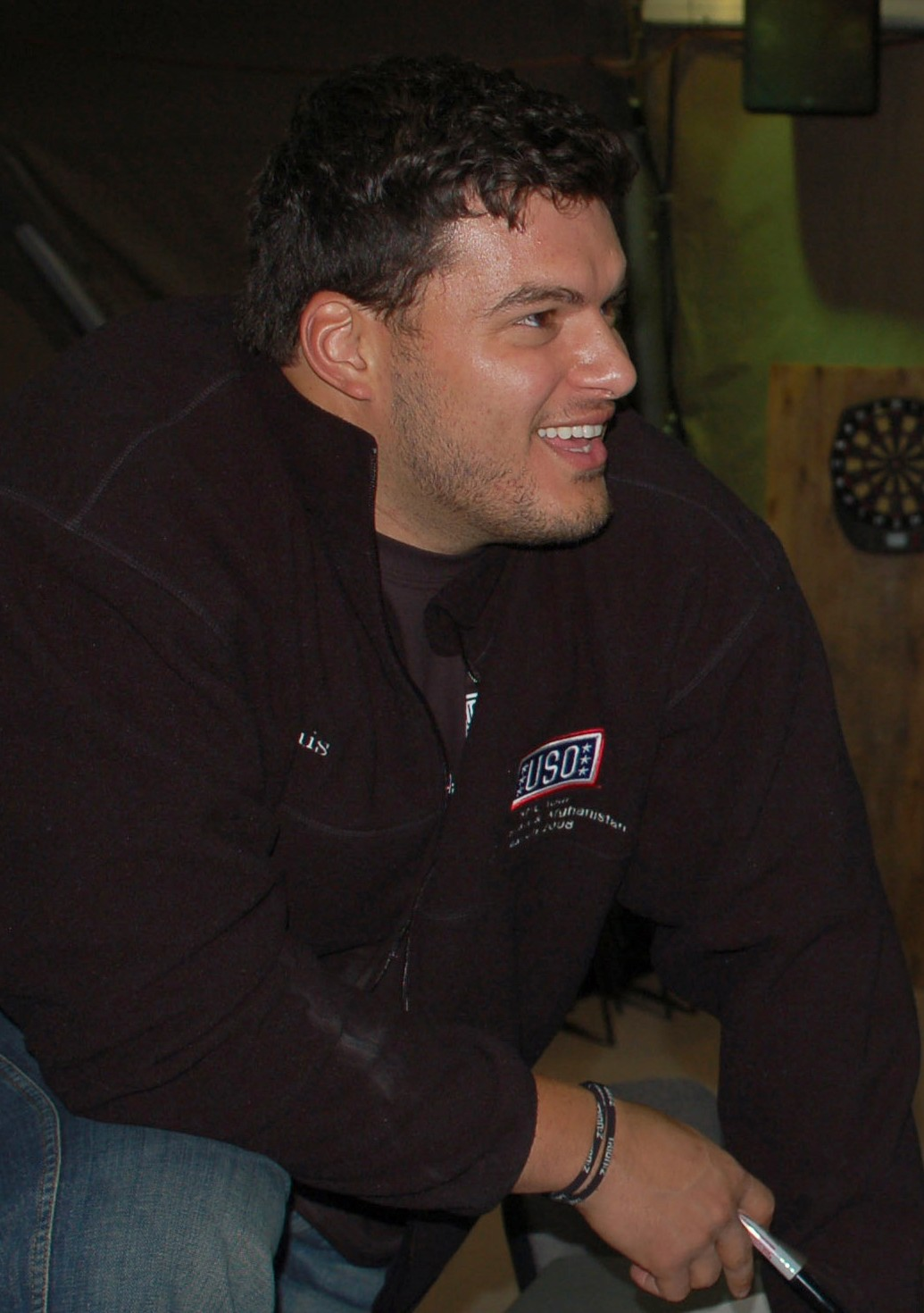
Castillo en 2008

Castillo apareció en los titulares en la NFL Combine de 2005 cuando envió una carta a los 32 equipos de la NFL admitiendo haber utilizado androstenediona, una hormona esteroide que incrementa la cantidad de testosterona que produce el cuerpo, promoviendo el crecimiento muscular y la curación en un esfuerzo por acelerar el proceso de rehabilitación de una lesión de curación lenta para así poder realizar todos los entrenamientos de la NFL Combine en el 2005. Afirmó que usó esteroides en un intento de recuperarse completamente de una lesión en el codo sufrida en el primer partido de su último año en Northwestern. Castillo hiper-extendió su codo, dañando el ligamento colateral cubital, básicamente impidiéndole el uso de uno de sus brazos. Siendo el capitán del equipo, Castillo sintió la obligación de luchar con el dolor y terminar el año.
Después de que la prueba de orina diera positivo, él y su agente escribieron las cartas a todos los equipos para admitir el uso de una sustancia ilegal. A pesar de ello, el vicepresidente ejecutivo y gerente general de los Chargers de San Diego A. J. Smith le dio una oportunidad a Castillo por su estelar trayectoria en la Northwestern. Cuando se le preguntó sobre el uso de esteroides de Castillo, A. J. Smith respondió: "Déjame decirle - este es un gran chico ¿Engañó para tratar de estar listo para el Combine? Todo eso es cierto. Él lo admitió. Engañó porque tenía miedo, pero no creo que obtuviera ninguna ventaja [más de lo que hubiera sido si no hubiera estado herido] Si no lo hubiéramos elegido, alguien más lo habría hecho - debido a que él ha probado lo buen chico que es y esto fue un sólo error".

### San Diego Chargers

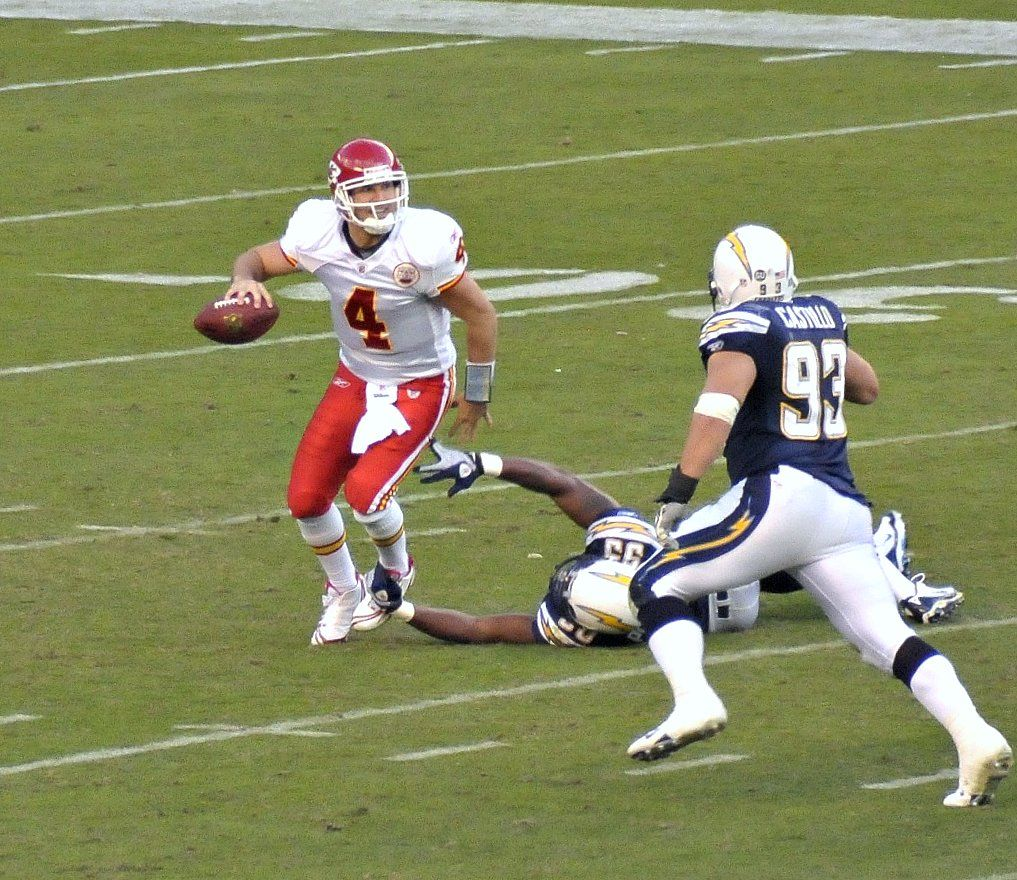
Castillo persigue a Tyler Thigpen.

Castillo es el segundo jugador de fútbol americano de ascendencia dominicana en estar en la NFL. Stalin Colinet, quien fue seleccionado por los Minnesota Vikings en la tercera ronda en 1997, fue el primero.
En 2005, Castillo fue nombrado en la selección del equipo All-Rookie de NFL.com, Pro Football Weekly/Professional Football Writers of America. Castillo se ha convertido en una máquina de jugar al lado de Jamal Williams y Igor Olshansky, creando el caos en la oposición backfields. Terminó su temporada de novato con 49 takcleos, 3½ capturas y tres pases desviados (pass deflected). En el partido inaugural de 2006 en el Oakland Raiders, el comentarista de ESPN Dick Vermeil llamó a Castillo uno de los mejores linieros defensivos jóvenes que ha visto en mucho tiempo. Castillo fue un suplente segundo en el Pro Bowl de 2006. Su temporada totales incluyen jugando en 10 partidos (nueve como titular) 37 tackleos, siete capturas y una intercepción. El 6 de noviembre de 2007, se anunció que Castillo se perdería al menos 6 semanas después de someterse a una cirugía en una de sus rodillas. Para la temporada 2007 ganó jugando en 10 partidos y fue titular en nueve. Acumuló un total de 33 tackleos, 2½ capturas y un pase desviado (deflected pass). En 2008, tras un tackleo de Vince Young, Castillo realizó un baile de salsa para el público. Sus estadísticas para el año 2008 fueron 16 partidos jugados, 15 como titular, 39 tackleos, 1½ captura, un pase defendido y una intercepción (la segunda de su carrera).
El 5 de marzo de 2012 los Chargers fue cortado de su roster debido a sus constantes lesiones. Castillo fue liberado por los San Diego Chargers el 19 de julio de 2012.